# 东帝汶历史
东帝汶是一个东南亚国家，位於印尼的帝汶岛东部地区。本条目介绍东帝汶的历史。

## 史前历史
人类定居帝汶岛与澳大利亞人種迁徙有关。最早迁徙至此的人类为維多-澳大利亞人。在公元前3000年前，第二波移民美拉尼西亚人来到这里。
1225年，宋代赵汝适所著《诸蕃志》有关于“底门国”的记述，已有国王，無分东西。1349年，元代航海家汪大淵所著《島夷志略》曾记述“古里地悶”地多檀香树。并记述泉州吴宅商人带领百余人到“古里地闷”贸易。1436年，曾随明代郑和下西洋的翻译官费信所著《星槎胜览》中有关于“吉里地闷”的记述。
在葡萄牙殖民者到来之前，帝汶岛存在众多小王国，其中最重要的是“韦哈勒”王国。

## 葡萄牙人统治
1515年，葡萄牙殖民者以貿易為名，入侵帝汶。1613年，荷蘭勢力入侵帝汶。1618年，荷蘭在西帝汶建立基地，並排擠葡萄牙至東部地區。
18世紀，英國殖民者曾短暫控制西帝汶。1816年，荷蘭恢復對帝汶島的殖民地位。1859年，葡萄牙、荷蘭簽訂條約，重新瓜分帝汶島。帝汶島東部及歐庫西歸葡，西部併入荷屬東印度。
1941年12月17日，盟軍為了避免日軍攻佔葡屬帝汶而將其佔領，之後英國和葡萄牙協議將葡屬帝汶歸還葡萄牙，但在葡軍到來之前日軍旋即於1942年2月發動帝汶戰役佔領了帝汶島，在持續的戰爭中，帝汶總人口之13%，即6萬人死亡。1945年，第二次世界大戰後，葡萄牙恢復對東帝汶的殖民統治。1951年，東帝汶名義上改成葡萄牙海外的一個省。1960年，聯合國大會通過決議，宣佈東帝汶島及附屬地是葡萄牙管理的領土。1974年4月，葡萄牙國內發生康乃馨革命之政變，葡萄牙駐東帝汶總督允許東帝汶人民成立政黨並自行決定其前途。

## 非殖民化
1975年8月16日，主張獨立的東帝汶獨立革命陣線、主張同葡萄牙維持關係的帝汶民主联盟、主張同印尼合併的帝汶人民民主协会，三方爆發內戰。11月28日，東帝汶獨立革命陣線單方面宣佈東帝汶獨立，成立東帝汶民主共和國。

## 印尼的统治

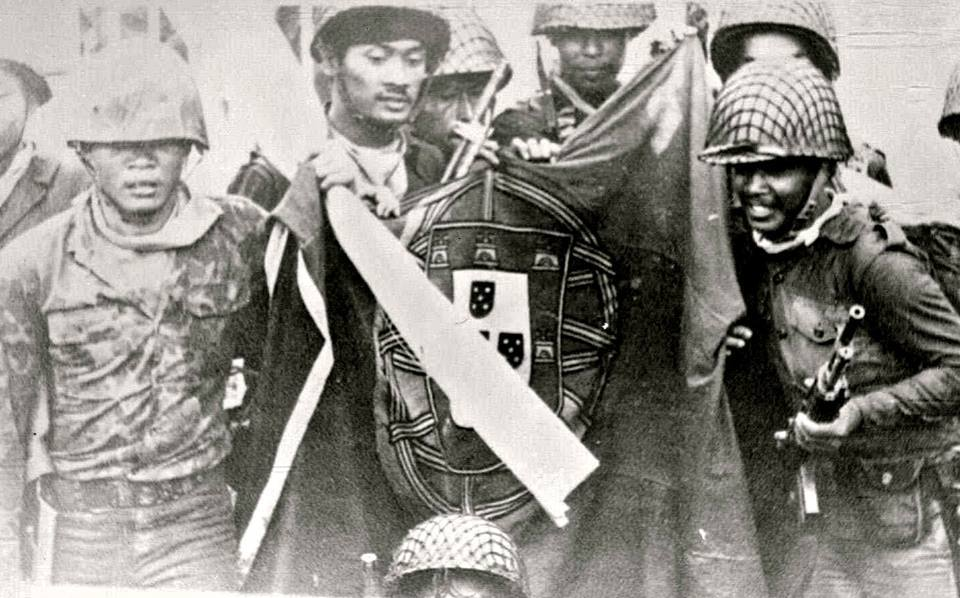
入侵的印尼士兵缴获的葡萄牙国旗

1975年12月，印尼懷疑東帝汶獨立革命陣線與葡萄牙共產黨及印尼共產黨有密切關係，恐內戰蔓延至印尼本土，而出兵東帝汶。印尼在東帝汶扶植成立「東帝汶臨時政府」及「東帝汶人民會議」 。同月聯合國大會透過決議，要求印尼撤軍，呼籲各國尊重東帝汶的領土完整和人民自決權利。1976年5月，東帝汶人民會議要求印尼政府將東帝汶併入印尼。7月5日，印尼國會通過法案，總統蘇哈托宣佈東帝汶為印尼第27個省。
1978年，澳大利亚承认印尼对东帝汶的主权，成为世界上第一个也是唯一一个承认印尼对东帝汶统治的国家。而包括联合国在内，国际社会大都不承认其兼并的合法性。
1982年，聯合國大會以50票贊成、50票棄權、46票反對，通過了支援東帝汶人民自決的決議。1983年至1998年，在聯合國秘書長斡旋下，印尼與葡萄牙進行談判。
自从印尼占领东帝汶后，它得到了版图扩大的满足，但也背上了沉重的政治、经济包袱。在数万名军人和政府官员常驻东帝汶的情况下，印尼仍不能完全控制东帝汶，革阵游击队始终存在。

## 走向独立
印尼为控制和开发东帝汶所付出的代价是十分昂贵的，每天的军事行动就要花费数百万美元。1998年，亚洲金融危机使陷入内外交困的印尼前总统苏哈托被迫下台。
1999年1月，新任印尼總統哈比比突然改变对东帝汶的政策，同意給予東帝汶「特別自治地位」，哈比比还宣布如果东帝汶不愿接受自治，可以允许东帝汶独立。5月5日，印尼、葡萄牙和聯合國簽署「前途自決協議」。6月11日，聯合國安理會透過決議，成立聯合國駐東帝汶特派團，負責東帝汶過渡初期工作。8月30日，東帝汶在聯合國主持下舉行全民公決，78.5%的居民支持脫離印尼。投票後，親印尼派在東帝汶發起暴亂和襲擊。9月20日，聯合國多國部隊，正式進駐東帝汶，與印尼駐軍進行權力移交。10月，印度尼西亚共和国人民协商会议透過決議正式批准東帝汶脫離印尼。聯合國安理會透過第1272號決議，由聯合國建立「聯合國東帝汶過渡行政當局」負責東帝汶過渡時期的日常行政。

## 独立

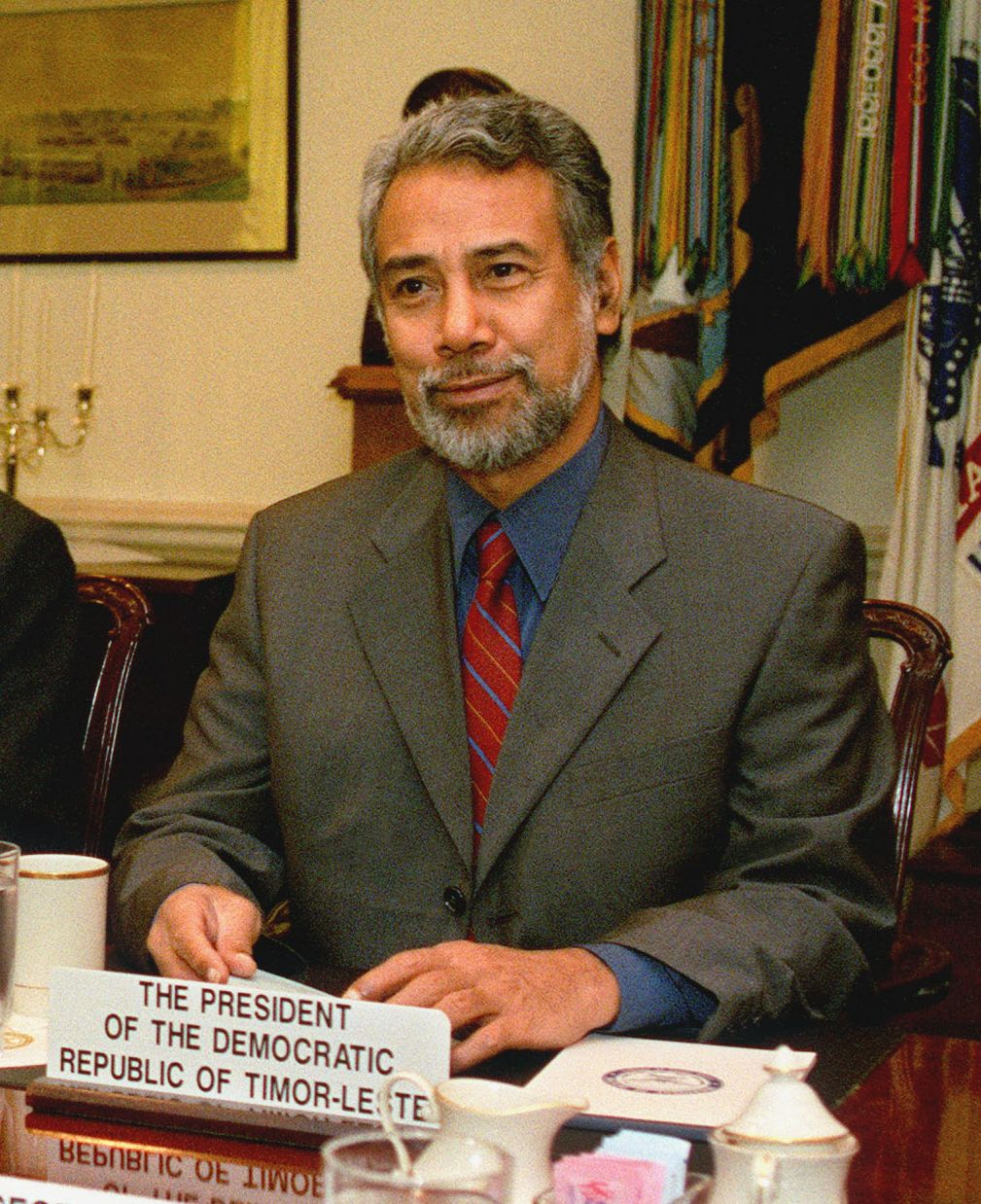
东帝汶在独立后的第一位总统沙纳纳·古斯芒

2001年8月，東帝汶舉行制憲議會選舉。2002年4月，東帝汶舉行總統選舉，獨立運動領袖夏納納·古斯芒當選總統。5月20日，東帝汶民主共和國正式宣佈獨立，為全球第192個獨立國家。
2006年3月，总理马里·阿尔卡蒂里下令遣散大约600名抗议服役条件恶劣的官兵。4月底，这些士兵在首都帝力掀起骚乱。6月26日，阿尔卡蒂里为承担责任递交辞呈，他的辞职被总统古斯芒接受。7月10日，若泽·拉莫斯·奥尔塔宣誓就任政府总理。2007年4月9日，举行总统选举。弗朗西斯科·古特雷斯·卢奥洛和总理奥尔塔进入第二轮。5月9日，举行第二轮投票。奥尔塔当选。6月30日，国民议会选举。独立革命阵线赢得29%的选票，东帝汶重建国家大会党赢得24.1%的选票，东帝汶社会民主党和东帝汶民主党以15.8%和11.3%的得票率列第三、第四位，还有3个政党得票率达到了能够进入议会的3%。